# Franz Heinrich Ludolf Ahrens
Franz Heinrich Ludolf Ahrens (Helmstedt, 6 de junho de 1809 — Hanôver, 24 de setembro de 1881) foi um filólogo alemão.

## Biografia
Ahrens nasceu em Helmstedt. Depois de estudar na Universidade de Göttingen (1826-1829) sob a orientação de Karl Otfried Müller e Georg Ludolf Dissen, e recebendo várias nomeações de ensino, em 1849 sucedeu Georg Friedrich Grotefend, diretor do Liceu em Hanôver, cargo que ocupou com grande sucesso por trinta anos.
Seu trabalho mais importante é De Graecae Linguae Dialectis (1839-1843), que, embora infelizmente incompleto, lida apenas com grego eólico e dórico, e em alguns aspectos substituído pela pesquisa moderna, tornou-se um tratado padrão sobre o assunto. Publicou também Bucolicorum Graecorum Reliquiae (1855-1859); estudos sobre os dialetos de Homero e os liristas gregos; sobre Ésquilo; e alguns livros escolares excelentes. Um volume de suas obras menores (ed. Haberlin) foi publicado em 1891, que também contém uma lista completa de seus escritos.

## Obras selecionadas
- De Athenarum statu politico et literario inde ab Achaici foederis interitu usque ad Antoninorum tempora, 1829.
- De causis quibusdam Aeschyli nondum satis emendati commentatio, 1832.
- De Graecae Linguae Dialectis. 1, 2, Gottingae, apud Vandenhoek et Ruprecht, 1839–43.
  - "Lib. I. De dialectis aeolicis et pseudaeolicis", 1839.
  - "Lib. De dialecto dorica", 1843.
- Griechisches Elementarbuch aus Homer, 1850 – Cartilha grega sobre Homero.
- Griechische Formenlehre des Homerischen und Attischen Dialektes, etc., 1852 – morfologia grega nos dialetos homérico e ático.
- "Um Leitor Grego Elementar, de Homero" [sendo a Odisseia, Livro IX. 39 até o Fim]; com Introdução Gramatical, Notas e Glossário. Por Dr. H.L. Ahrens. ... Primeiro curso. editado por T.K. Arnold; Londres, 1852 - 101 páginas.
- Epitáfio Adonidis, 1854.
- Bucolicorum Græcorum Theocriti, Bionis, Moschi Reliquiæ, 1855.
- Studien zum Agamemnon des Aeschylus, 1860 – Estudos de Agamnon e Ésquilo.
- Beiträge zur griechischen und lateinischen Etymologie, 1879 – Sobre a etimologia grega e latina.
- Kleine Schriften (editado por Carl Haeberlin), 1891 – Obras menores.[3][4]